# Globo de Ouro de melhor atriz coadjuvante em cinema
Esta é uma lista com as indicadas/nomeadas e vencedoras do prêmio Globo de Ouro atribuído pela Associação de Correspondentes Estrangeiros de Hollywood na categoria de Melhor Atriz (coadjuvante / secundária) em cinema. O prémio tinha o título original em inglês Golden Globe Award for Best Supporting Actress – Motion Picture mas desde 2005 é formalmente Golden Globe for Best Performance by an Actress in a Supporting Role in a Motion Picture.
Entre as mais jovens indicadas estão:
- Anna Paquin por O Piano (11 anos)
- Kirsten Dunst por Entrevista com o Vampiro (12 anos)
- Linda Blair por O Exorcista (12 anos)

## Vencedoras e nomeadas
O ano refere-se ao de produção do filme. O prémio é normalmente entregue no ano seguinte.
Notas
- "†" indica a vencedora do Óscar de melhor atriz secundária
- "‡" indica a nomeação para o Óscar de melhor atriz secundária

### Década de 1940
- 1943 – Katina Paxinou, For Whom the Bell Tolls †
- 1944 – Agnes Moorehead, Mrs. Parkington
- 1945 – Angela Lansbury, O Retrato de Dorian Gray
- 1946 – Anne Baxter, The Razor's Edge †
- 1947 – Celeste Holm, Gentleman's Agreement †
- 1948 – Ellen Corby, I Remember Mama
- 1949 – Mercedes McCambridge, All the King's Men †

### Década de 1950
- 1950 – Josephine Hull, Harvey †
- 1951 – Kim Hunter, A Streetcar Named Desire †
- 1952 – Katy Jurado, High Noon ‡
- 1953 – Grace Kelly, Mogambo
- 1954 – Jan Sterling, The High and the Mighty
- 1955 – Marisa Pavan, The Rose Tattoo
- 1956 – Eileen Heckart, The Bad Seed
- 1957 – Elsa Lanchester, Witness for the Prosecution
- 1958 – Hermione Gingold, Gigi ‡
- 1959 – Susan Kohner, Imitation of Life

### Década de 1960
1960: Janet Leigh – Psycho como Marion Crane
- Ina Balin – From the Terrace
- Shirley Jones – Elmer Gantry como Lulu Bains †
- Shirley Knight – The Dark at the Top of the Stairs como Reenie Flood
- Mary Ure – Sons and Lovers como Clara Dawes

1961: Rita Moreno – West Side Story como Anita †
- Fay Bainter – The Children's Hour como Amelia Tilford
- Judy Garland – Judgment at Nuremberg como Irene Hoffman Wallner
- Lotte Lenya – The Roman Spring of Mrs. Stone como Contessa
- Pamela Tiffin – One, Two, Three como Scarlett Hazeltine

1962: Angela Lansbury - The Manchurian Candidate como Mrs. Iselin
- Fay Bainter - The Children's Hour
- Patty Duke - The Miracle Worker como Helen Keller †
- Hermione Gingold - The Music Man
- Shirley Knight - Sweet Bird of Youth como Heavenly Finley
- Susan Kohner - Freud
- Gabriella Pallotta - The Pigeon That Took Rome
- Martha Raye - Billy Rose's Jumbo
- Kay Stevens - The Interns
- Jessica Tandy - Hemingway's Adventures of a Young Man
- Tarita Teriipia - Mutiny on the Bounty (1962)

1963: Margaret Rutherford - The V.I.P.s como The Duchess of Brighton †
- Diane Baker - The Prize
- Joan Greenwood - Tom Jones
- Wendy Hiller - Toys in the Attic
- Linda Marsh - America, America
- Patricia Neal - Hud
- Liselotte Pulver - A Global Affair
- Lilia Skala - Lilies of the Field (1963) como Mother Maria

1964: Agnes Moorehead - Hush… Hush, Sweet Charlotte as Velma Cruther
- Elizabeth Ashley – The Carpetbaggers
- Grayson Hall – The Night of the Iguana
- Lila Kedrova – Zorba the Greek como Madame Hortense †
- Ann Sothern – The Best Man

1965: Ruth Gordon - Inside Daisy Clover como The Dealer/Mrs. Clover
- Joan Blondell - The Cincinnati Kid
- Joyce Redman - Othello como Emilia
- Thelma Ritter - Boeing Boeing
- Peggy Wood - The Sound of Music como Madre Abadessa

1966: Jocelyne LaGarde – Hawaii como Rainha Malama
- Sandy Dennis – Who's Afraid of Virginia Woolf? †
- Wendy Hiller – A Man for All Seasons
- Vivien Merchant – Alfie
- Geraldine Page – You're a Big Boy Now

1967: Carol Channing - Thoroughly Modern Millie
- Quentin Dean - In the Heat of the Night
- Lilian Gish - The Comedians
- Lee Grant - In the Heat of the Night
- Prunella Ransome - Far from the Madding Crowd
- Beah Richards - Guess Who's Coming to Dinner como Mrs. Prentice

1968: Ruth Gordon - Rosemary's Baby como Minnie Castevet †
- Barbara Hancock - Finian's Rainbow
- Abbey Lincoln - For Love of Ivy
- Sondra Locke - The Heart Is a Lonely Hunter como Mick
- Jane Merrow - The Lion in Winter

1969: Goldie Hawn - Cactus Flower como Toni Simmons †
- Marianne McAndrew - Hello, Dolly!
- Siân Phillips - Goodbye, Mr. Chips
- Brenda Vaccaro - Midnight Cowboy
- Susannah York - They Shoot Horses, Don't They?

### Década de 1970
1970: Karen Black - Five Easy Pieces as Rayette Dipesto e

1970: Maureen Stapleton - Airport como Inez Guerrero
- Tina Chen - The Hawaiians
- Lee Grant - The Landlord como Joyce Enders
- Sally Kellerman - M*A*S*H como Margaret O'Houlihan

1971: Ann-Margret - Carnal Knowledge como Bobbie
- Ellen Burstyn - The Last Picture Show como Lois Farrow
- Cloris Leachman - The Last Picture Show como Ruth Popper †
- Diana Rigg - The Hospital
- Maureen Stapleton - Plaza Suite

1972: Shelley Winters - The Poseidon Adventure como Belle Rosen
- Marisa Berenson - Cabaret
- Jeannie Berlin - The Heartbreak Kid
- Helena Kallianiotes - Kansas City Bomber
- Geraldine Page - Pete 'n' Tillie

1973: Linda Blair - The Exorcist como Regan MacNeil
- Valentina Cortese - La nuit américaine
- Madeline Kahn - Paper Moon como Trixie Delight
- Kate Reid - A Delicate Balance
- Sylvia Sidney - Summer Wishes, Winter Dreams

1974: Karen Black - The Great Gatsby ‡
- Beatrice Arthur - Mame
- Diane Ladd - Alice Doesn't Live Here Anymore
- Jennifer Jones - The Towering Inferno
- Madeline Kahn - Young Frankenstein

1975: Brenda Vaccaro - Jacqueline Susann's Once Is Not Enough
- Ronee Blakley - Nashville como Barbara Jean
- Geraldine Chaplin - Nashville
- Lee Grant - Shampoo as Felicia Carp †
- Barbara Harris - Nashville
- Lily Tomlin - Nashville como Linnea Reese

1976:  Katharine Ross - Voyage of the Damned ‡
- Lee Grant - Voyage of the Damned
- Marthe Keller - Marathon Man
- Piper Laurie - Carrie como Margaret White
- Bernadette Peters - Silent Movie
- Shelley Winters - Next Stop, Greenwich Village

1977: Vanessa Redgrave - Julia como Julia †
- Ann-Margret - Joseph Andrews
- Joan Blondell - Opening Night
- Leslie Browne - The Turning Point como Emilia Rodgers
- Quinn Cummings - The Goodbye Girl
- Lilia Skala - Roseland

1978: Dyan Cannon - Heaven Can Wait
- Carol Burnett - A Wedding
- Maureen Stapleton - Interiors
- Meryl Streep - The Deer Hunter como Linda
- Mona Washbourne - Stevie

1979: Meryl Streep - Kramer vs. Kramer como Joanna Kramer †
- Jane Alexander - Kramer vs. Kramer como Margaret Phelps
- Kathleen Beller - Promises in the Dark
- Candice Bergen - Starting Over
- Valerie Harper - Chapter Two

### Década de 1980
| Ano  | Atriz                         | Personagem                            | Filme                                                  |
| ---- | ----------------------------- | ------------------------------------- | ------------------------------------------------------ |
| 1980 | Mary Steenburgen †            | Lynda Dummar                          | Melvin and Howard                                      |
| 1980 | Lucie Arnaz                   | Molly Bell                            | The Jazz Singer                                        |
| 1980 | Beverly D'Angelo              | Patsy Cline                           | Coal Miner's Daughter                                  |
| 1980 | Cathy Moriarty ‡              | Vikki LaMotta                         | Raging Bull                                            |
| 1980 | Debra Winger                  | Sissy Davis                           | Urban Cowboy                                           |
| 1981 | Joan Hackett ‡                | Toby Landau                           | Only When I Laugh                                      |
| 1981 | Jane Fonda ‡                  | Chelsea Thalyer Wayne                 | On Golden Pond                                         |
| 1981 | Kristy McNichol               | Polly Hines                           | Only When I Laugh                                      |
| 1981 | Maureen Stapleton †           | Emma Goldman                          | Reds                                                   |
| 1981 | Mary Steenburgen              | Mãe                                   | Ragtime                                                |
| 1982 | Jessica Lange †               | Julie Nichols                         | Tootsie                                                |
| 1982 | Cher                          | Sissy                                 | Come Back to the Five and Dime, Jimmy Dean, Jimmy Dean |
| 1982 | Lainie Kazan                  | Belle Carroca                         | My Favorite Year                                       |
| 1982 | Kim Stanley ‡                 | Lillian Farmer                        | Frances                                                |
| 1982 | Lesley Ann Warren ‡           | Norma Cassady                         | Victor/Victoria                                        |
| 1983 | Cher ‡                        | Dolly Pelliker                        | Silkwood                                               |
| 1983 | Barbara Carrera               | Fatima Blush                          | Never Say Never Again                                  |
| 1983 | Tess Harper                   | Rosa Lee                              | Tender Mercies                                         |
| 1983 | Linda Hunt †                  | Billy Kwan                            | The Year of Living Dangerously                         |
| 1983 | Joanna Pacuła                 | Irina Asanova                         | Gorky Park                                             |
| 1984 | Peggy Ashcroft †              | Sra. Moore                            | A Passage to India                                     |
| 1984 | Drew Barrymore                | Casey Brodsky                         | Irreconcilable Differences                             |
| 1984 | Kim Basinger                  | Memo Paris                            | The Natural                                            |
| 1984 | Jacqueline Bisset             | Yvonne Firmin                         | Under the Volcano                                      |
| 1984 | Melanie Griffith              | Holly Body                            | Body Double                                            |
| 1984 | Christine Lahti ‡             | Hazel                                 | Swing Shift                                            |
| 1984 | Lesley Ann Warren             | Gilda                                 | Songwriter                                             |
| 1985 | Meg Tilly ‡                   | Irmã Agnes                            | Agnes of God                                           |
| 1985 | Sonia Braga                   | Leni Lamaison / Marta / Mulher-Aranha | Kiss of the Spider Woman                               |
| 1985 | Anjelica Huston †             | Maerose Prizzi                        | Prizzi's Honor                                         |
| 1985 | Amy Madigan ‡                 | Sunny                                 | Twice in a Lifetime                                    |
| 1985 | Kelly McGillis                | Rachel Lapp                           | Witness                                                |
| 1985 | Oprah Winfrey ‡               | Sofia                                 | The Color Purple                                       |
| 1986 | Maggie Smith ‡                | Charlotte Bartlett                    | A Room with a View                                     |
| 1986 | Linda Kozlowski               | Sue Charlton                          | Crocodile Dundee                                       |
| 1986 | Mary Elizabeth Mastrantonio ‡ | Carmen                                | The Color of Money                                     |
| 1986 | Cathy Tyson                   | Simone                                | Mona Lisa                                              |
| 1986 | Dianne Wiest †                | Holly                                 | Hannah and Her Sisters                                 |
| 1987 | Olympia Dukakis †             | Rose Castorini                        | Moonstruck                                             |
| 1987 | Norma Aleandro ‡              | Florencia                             | Gaby: A True Story                                     |
| 1987 | Anne Archer ‡                 | Beth Gallagher                        | Fatal Attraction                                       |
| 1987 | Anne Ramsey ‡                 | Sra. Lift                             | Throw Momma from the Train                             |
| 1987 | Vanessa Redgrave              | Peggy Ramsay                          | Prick Up Your Ears                                     |
| 1988 | Sigourney Weaver ‡            | Katharine Parker                      | Working Girl                                           |
| 1988 | Sonia Braga                   | Madonna Mendez                        | Moon Over Parador                                      |
| 1988 | Barbara Hershey               | Maria Madalena                        | The Last Temptation of Christ                          |
| 1988 | Lena Olin                     | Sabina                                | The Unbearable Lightness of Being                      |
| 1988 | Diane Venora                  | Chan Parker                           | Bird                                                   |
| 1989 | Julia Roberts ‡               | Shelby Eatenton Latcherie             | Steel Magnolias                                        |
| 1989 | Bridget Fonda                 | Mandy Rice-Davies                     | Scandal                                                |
| 1989 | Brenda Fricker †              | Sra. Brown                            | My Left Foot                                           |
| 1989 | Laura San Giacomo             | Cynthia Bishop                        | Sex, Lies and Videotape                                |
| 1989 | Dianne Wiest ‡                | Helen Buckman                         | Parenthood                                             |

### Década de 1990
| Year | Actress                  | Character                        | Film                       |
| ---- | ------------------------ | -------------------------------- | -------------------------- |
| 1990 | Whoopi Goldberg †        | Oda Mae Brown                    | Ghost                      |
| 1990 | Lorraine Bracco ‡        | Karen Hill                       | Goodfellas                 |
| 1990 | Diane Ladd ‡             | Marietta Fortune                 | Wild at Heart              |
| 1990 | Shirley MacLaine         | Doris Mann                       | Postcards from the Edge    |
| 1990 | Mary McDonnell ‡         | "De Pé com Punho"                | Dances with Wolves         |
| 1990 | Winona Ryder             | Charlotte Flax                   | Mermaids                   |
| 1991 | Mercedes Ruehl †         | Anne Napolitano                  | The Fisher King            |
| 1991 | Nicole Kidman            | Drew Preston                     | Billy Bathgate             |
| 1991 | Diane Ladd ‡             | Mãe                              | Rambling Rose              |
| 1991 | Juliette Lewis ‡         | Danielle Bowden                  | Cape Fear                  |
| 1991 | Jessica Tandy ‡          | Ninny Threadgoode                | Fried Green Tomatoes       |
| 1992 | Joan Plowright ‡         | Sra. Fisher                      | Enchanted April            |
| 1992 | Geraldine Chaplin        | Hannah Chaplin                   | Chaplin                    |
| 1992 | Judy Davis ‡             | Sally Simmons                    | Husbands and Wives         |
| 1992 | Miranda Richardson ‡     | Ingrid Fleming                   | Damage                     |
| 1992 | Alfre Woodard            | Chantelle                        | Passion Fish               |
| 1993 | Winona Ryder ‡           | May Welland                      | The Age of Innocence       |
| 1993 | Penelope Ann Miller      | Gail                             | Carlito's Way              |
| 1993 | Anna Paquin †            | Flora McGrath                    | The Piano                  |
| 1993 | Rosie Perez ‡            | Carla Rodrigo                    | Fearless                   |
| 1993 | Emma Thompson ‡          | Gareth Peirce                    | In the Name of the Father  |
| 1994 | Dianne Wiest †           | Helen Sinclair                   | Bullets Over Broadway      |
| 1994 | Kirsten Dunst            | Claudia                          | Interview with the Vampire |
| 1994 | Sophia Loren             | Isabella de la Fontaine          | Prêt-à-Porter              |
| 1994 | Uma Thurman ‡            | Mia Wallace                      | Pulp Fiction               |
| 1994 | Robin Wright             | Jenny Curran                     | Forrest Gump               |
| 1995 | Mira Sorvino †           | Linda Ash                        | Mighty Aphrodite           |
| 1995 | Anjelica Huston          | Mary                             | The Crossing Guard         |
| 1995 | Kathleen Quinlan ‡       | Marilyn Lovell                   | Apollo 13                  |
| 1995 | Kyra Sedgwick            | Emma Rae King                    | Something to Talk About    |
| 1995 | Kate Winslet ‡           | Marianne Dashwood                | Sense and Sensibility      |
| 1996 | Lauren Bacall ‡          | Hannah Morgan                    | The Mirror Has Two Faces   |
| 1996 | Joan Allen ‡             | Elizabeth Proctor                | The Crucible               |
| 1996 | Juliette Binoche †       | Hana                             | The English Patient        |
| 1996 | Barbara Hershey ‡        | Madame Serena Merle              | The Portrait of a Lady     |
| 1996 | Marianne Jean-Baptiste ‡ | Hortense Cumberbatch             | Secrets & Lies             |
| 1996 | Marion Ross              | Rosie Dunlop                     | The Evening Star           |
| 1997 | Kim Basinger †           | Lynn Bracken                     | L.A. Confidential          |
| 1997 | Joan Cusack ‡            | Emily Montgomery                 | In & Out                   |
| 1997 | Julianne Moore ‡         | Amber Waves                      | Boogie Nights              |
| 1997 | Gloria Stuart ‡          | Rose Calvert                     | Titanic                    |
| 1997 | Sigourney Weaver         | Janey Carver                     | The Ice Storm              |
| 1998 | Lynn Redgrave ‡          | Hanna                            | Gods and Monsters          |
| 1998 | Kathy Bates ‡            | Libby Holden                     | Primary Colors             |
| 1998 | Brenda Blethyn ‡         | Mari Hoff                        | Little Voice               |
| 1998 | Judi Dench †             | Rainha Elizabeth I da Inglaterra | Shakespeare in Love        |
| 1998 | Sharon Stone             | Gwen Dillon                      | The Mighty                 |
| 1999 | Angelina Jolie †         | Lisa Rowe                        | Girl, Interrupted          |
| 1999 | Cameron Diaz             | Lotte Schwartz                   | Being John Malkovich       |
| 1999 | Catherine Keener ‡       | Maxine Lund                      | Being John Malkovich       |
| 1999 | Samantha Morton ‡        | Hattie                           | Sweet and Lowdown          |
| 1999 | Natalie Portman          | Ann August                       | Anywhere but Here          |
| 1999 | Chloë Sevigny ‡          | Lana Tisedale                    | Boys Don't Cry             |

### Década de 2000
| Ano  | Atriz                | Personagem               | Filme                    |
| ---- | -------------------- | ------------------------ | ------------------------ |
| 2000 | Kate Hudson ‡        | Penny Lane               | Almost Famous            |
| 2000 | Frances McDormand ‡  | Elaine Miller            | Almost Famous            |
| 2000 | Judi Dench ‡         | Armande Voizin           | Chocolat                 |
| 2000 | Julie Walters ‡      | Sra. Wilkinson           | Billy Elliot             |
| 2000 | Catherine Zeta-Jones | Helena Ayala             | Traffic                  |
| 2001 | Jennifer Connelly †  | Alicia Nash              | A Beautiful Mind         |
| 2001 | Cameron Diaz         | Julie Gianni             | Vanilla Sky              |
| 2001 | Helen Mirren ‡       | Sra. Wilson              | Gosford Park             |
| 2001 | Maggie Smith ‡       | Constance Trentham       | Gosford Park             |
| 2001 | Marisa Tomei ‡       | Natalie Strout           | In the Bedroom           |
| 2001 | Kate Winslet ‡       | Iris Murdoch             | Iris                     |
| 2002 | Meryl Streep ‡       | Susan Orlean             | Adaptation.              |
| 2002 | Kathy Bates ‡        | Roberta Hertzel          | About Schmidt            |
| 2002 | Cameron Diaz         | Jenny Everdeane          | Gangs of New York        |
| 2002 | Queen Latifah ‡      | Matron "Mama" Morton     | Chicago                  |
| 2002 | Susan Sarandon       | Mimi Slocumb             | Igby Goes Down           |
| 2003 | Renée Zellweger †    | Ruby Thewes              | Cold Mountain            |
| 2003 | Maria Bello          | Natalie Belisario        | The Cooler               |
| 2003 | Patricia Clarkson ‡  | Joy Burns                | Pieces of April          |
| 2003 | Hope Davis           | Joyce Brabner            | American Splendor        |
| 2003 | Holly Hunter ‡       | Melanie Freeland         | Thirteen                 |
| 2004 | Natalie Portman ‡    | Alice Ayres / Jane Jones | Closer                   |
| 2004 | Cate Blanchett †     | Katharine Hepburn        | The Aviator              |
| 2004 | Laura Linney ‡       | Clara McMillen           | Kinsey                   |
| 2004 | Virginia Madsen ‡    | Maya Randall             | Sideways                 |
| 2004 | Meryl Streep         | Eleanor Shaw             | The Manchurian Candidate |
| 2005 | Rachel Weisz †       | Tessa Quayle             | The Constant Gardener    |
| 2005 | Scarlett Johansson   | Nola Rice                | Match Point              |
| 2005 | Shirley MacLaine     | Ella Hirsch              | In Her Shoes             |
| 2005 | Frances McDormand ‡  | Glory Dodge              | North Country            |
| 2005 | Michelle Williams ‡  | Alma Beers Del Mar       | Brokeback Mountain       |
| 2006 | Jennifer Hudson †    | Effie White              | Dreamgirls               |
| 2006 | Adriana Barraza ‡    | Amelia                   | Babel                    |
| 2006 | Rinko Kikuchi ‡      | Chieko Wataya            | Babel                    |
| 2006 | Cate Blanchett ‡     | Sheba Hart               | Notes on a Scandal       |
| 2006 | Emily Blunt          | Emily Charlton           | The Devil Wears Prada    |
| 2007 | Cate Blanchett ‡     | Jude Quinn               | I'm Not There            |
| 2007 | Julia Roberts        | Joanne Herring           | Charlie Wilson's War     |
| 2007 | Saoirse Ronan ‡      | Briony Tallis            | Atonement                |
| 2007 | Amy Ryan ‡           | Helene McCready          | Gone Baby Gone           |
| 2007 | Tilda Swinton †      | Karen Crowder            | Michael Clayton          |
| 2008 | Kate Winslet †       | Hanna Schmitz            | The Reader               |
| 2008 | Amy Adams ‡          | Irmã James               | Doubt                    |
| 2008 | Viola Davis ‡        | Sra. Miller              | Doubt                    |
| 2008 | Penélope Cruz †      | María Elena              | Vicky Cristina Barcelona |
| 2008 | Marisa Tomei ‡       | Cassidy / Pam            | The Wrestler             |
| 2009 | Mo'Nique †           | Mary Lee Johnston        | Precious                 |
| 2009 | Penélope Cruz ‡      | Carla Albanese           | Nine                     |
| 2009 | Vera Farmiga ‡       | Alex Goran               | Up in the Air            |
| 2009 | Anna Kendrick ‡      | Natalie Keener           | Up in the Air            |
| 2009 | Julianne Moore       | Charley                  | A Single Man             |

### Década de 2010
| Ano  | Atriz                  | Personagem                  | Filme                                           |
| ---- | ---------------------- | --------------------------- | ----------------------------------------------- |
| 2010 | Melissa Leo †          | Alice Ward                  | The Fighter                                     |
| 2010 | Amy Adams ‡            | Charlene Fleming            | The Fighter                                     |
| 2010 | Helena Bonham Carter ‡ | Rainha Elizabeth Bowes-Lyon | The King's Speech                               |
| 2010 | Mila Kunis             | Lily / O Cisne Branco       | Black Swan                                      |
| 2010 | Jacki Weaver ‡         | Janine "Smurf" Cody         | Animal Kingdom                                  |
| 2011 | Octavia Spencer †      | Minny Jackson               | The Help                                        |
| 2011 | Jessica Chastain ‡     | Celia Foote                 | The Help                                        |
| 2011 | Bérénice Bejo ‡        | Peppy Miller                | The Artist                                      |
| 2011 | Janet McTeer ‡         | Hubert Page                 | Albert Nobbs                                    |
| 2011 | Shailene Woodley       | Alexandra King              | The Descendants                                 |
| 2012 | Anne Hathaway †        | Fantine                     | Les Misérables                                  |
| 2012 | Amy Adams ‡            | Peggy Dodd                  | The Master                                      |
| 2012 | Sally Field ‡          | Mary Todd Lincoln           | Lincoln                                         |
| 2012 | Helen Hunt ‡           | Cheryl Cohen-Greene         | The Sessions                                    |
| 2012 | Nicole Kidman          | Charlotte Bless             | The Paperboy                                    |
| 2013 | Jennifer Lawrence ‡    | Rosalyn Rosenfeld           | American Hustle                                 |
| 2013 | Sally Hawkins ‡        | Ginger                      | Blue Jasmine                                    |
| 2013 | Lupita Nyong'o †       | Patsey                      | 12 Years a Slave                                |
| 2013 | Julia Roberts ‡        | Barbara Weston-Fordham      | August: Osage County                            |
| 2013 | June Squibb ‡          | Kate Grant                  | Nebraska                                        |
| 2014 | Patricia Arquette †    | Olivia Evans                | Boyhood                                         |
| 2014 | Jessica Chastain       | Anna Morales                | A Most Violent Year                             |
| 2014 | Keira Knightley ‡      | Joan Clarke                 | The Imitation Game                              |
| 2014 | Emma Stone ‡           | Sam Thomson                 | Birdman or (The Unexpected Virtue of Ignorance) |
| 2014 | Meryl Streep ‡         | A Bruxa                     | Into the Woods                                  |
| 2015 | Kate Winslet ‡         | Joanna Hoffman              | Steve Jobs                                      |
| 2015 | Jane Fonda             | Brenda Morrell              | Youth                                           |
| 2015 | Jennifer Jason Leigh ‡ | Daisy Domergue              | The Hateful Eight                               |
| 2015 | Helen Mirren           | Hedda Hopper                | Trumbo                                          |
| 2015 | Alicia Vikander        | Ava                         | Ex Machina                                      |
| 2016 | Viola Davis †          | Rose Maxson                 | Fences                                          |
| 2016 | Naomie Harris ‡        | Paula                       | Moonlight                                       |
| 2016 | Nicole Kidman ‡        | Sue Brierley                | Lion                                            |
| 2016 | Octavia Spencer ‡      | Dorothy Vaughan             | Hidden Figures                                  |
| 2016 | Michelle Williams ‡    | Randi Chandler              | Manchester by the Sea                           |
| 2017 | Allison Janney †       | LaVona Golden               | I, Tonya                                        |
| 2017 | Mary J. Blige ‡        | Florence Jackson            | Mudbound                                        |
| 2017 | Hong Chau              | Ngoc Lan Tran               | Downsizing                                      |
| 2017 | Laurie Metcalf ‡       | Marion McPherson            | Lady Bird                                       |
| 2017 | Octavia Spencer ‡      | Zelda Fuller                | The Shape of Water                              |
| 2018 | Regina King †          | Sharon Rivers               | If Beale Street Could Talk                      |
| 2018 | Amy Adams ‡            | Lynne Cheney                | Vice                                            |
| 2018 | Claire Foy             | Janet Armstrong             | First Man                                       |
| 2018 | Emma Stone ‡           | Abigail Masham              | The Favourite                                   |
| 2018 | Rachel Weisz ‡         | Sarah Churchill             | The Favourite                                   |
| 2019 | Laura Dern †           | Nora Fanshaw                | Marriage Story                                  |
| 2019 | Kathy Bates ‡          | Barbara "Bobi" Jewell       | Richard Jewell                                  |
| 2019 | Annette Bening         | Dianne Feinstein            | The Report                                      |
| 2019 | Jennifer Lopez         | Ramona Vega                 | Hustlers                                        |
| 2019 | Margot Robbie ‡        | Kayla Pospisil              | Bombshell                                       |

### Década de 2020
| Ano  | Atriz                  | Personagem                    | Filme                             |
| ---- | ---------------------- | ----------------------------- | --------------------------------- |
| 2020 | Jodie Foster           | Nancy Hollander               | The Mauritanian                   |
| 2020 | Glenn Close ‡          | Bonnie "Mamaw" Vance          | Hillbilly Elegy                   |
| 2020 | Olivia Colman ‡        | Anne                          | The Father                        |
| 2020 | Amanda Seyfried ‡      | Marion Davies                 | Mank                              |
| 2020 | Helena Zengel          | Johanna Leonberger            | News of the World                 |
| 2021 | Ariana DeBose †        | Anita                         | West Side Story                   |
| 2021 | Aunjanue Ellis ‡       | Oracene Price                 | King Richard                      |
| 2021 | Kirsten Dunst ‡        | Rose Gordon                   | The Power of the Dog              |
| 2021 | Caitriona Balfe        | Ma                            | Belfast                           |
| 2021 | Ruth Negga             | Clare Bellew                  | Passing                           |
| 2022 | Angela Bassett ‡       | Ramonda                       | Black Panther: Wakanda Forever    |
| 2022 | Jamie Lee Curtis †     | Deirdre Beaubeirdre           | Everything Everywhere All at Once |
| 2022 | Kerry Condon ‡         | Siobhán Súilleabháin          | The Banshees of Inisherin         |
| 2022 | Dolly de Leon          | Abigail                       | Triangle of Sadness               |
| 2022 | Carey Mulligan         | Megan Twohey                  | She Said                          |
| 2023 | Da'Vine Joy Randolph † | Mary Lamb                     | The Holdovers                     |
| 2023 | Rosamund Pike          | Elspeth Catton                | Saltburn                          |
| 2023 | Danielle Brooks        | Sofia Johnson                 | The Color Purple                  |
| 2023 | Julianne Moore         | Gracie Atherton               | May December                      |
| 2023 | Jodie Foster ‡         | Bonnie Stoll                  | Nyad                              |
| 2023 | Emily Blunt ‡          | Katherine "Kitty" Oppenheimer | Oppenheimer                       |
| 2024 | Zoë Saldaña            | Rita Moro Castro              | Emilia Pérez                      |
| 2024 | Felicity Jones         | Erzsébet Tóth                 | The Brutalist                     |
| 2024 | Ariana Grande          | Glinda                        | Wicked                            |
| 2024 | Selena Gomez           | Jessi Del Monte               | Emilia Pérez                      |
| 2024 | Margaret Qualley       | Sue                           | The Substance                     |
| 2024 | Isabella Rossellini    | Irmã Agnes                    | Conclave                          |